# Salim Chishti
Shaikh Salim Chishti (ourdou : شيخ سلیم چشتی), né à Delhi en 1480 et mort à Fatehpur-Sikri en 1572, est un saint soufi indien, membre de la confrérie de la Chishtiyya. Après un long séjour au Moyen-Orient et en Arabie, il revient s'installer à Sikri en Inde, où sa sainteté attire de nombreux visiteurs. Parmi eux, l'empereur Akbar qui fait édifier sa nouvelle capitale, Fatehpur-Sikri, sur le lieu de son ermitage.

## Biographie
Né dans une éminente famille de Delhi en 1480,, Salim Chishti voyage pendant plus de vingt ans en Arabie et au Moyen-Orient. Il fait plusieurs fois le pèlerinage à La Mecque et à Médine, villes saintes dans lesquelles il réside huit ans. Il suit les enseignements de nombreux docteurs de l'Islam mais s'en éloigne progressivement pour la philosophie soufie. En 1564, auréolé d'une grande réputation de sagesse et de sainteté, et âgé de plus de 80 ans, il revient s'installer en Inde dans une région aride et rocailleuse à 40 km d'Agra, Sikri. Il y vit en ascète, circulant nus pied et simplement vêtu d'un pagne de coton, ce qui contribue à son prestige et attire des foules de visiteurs, aussi bien modestes qu'aristocratiques.
L'empereur Akbar, esprit curieux et inquiet de ne pas avoir de descendance tous ses enfants étant morts en bas âge, lui rend également visite à partir de 1568. Le saint homme lui prédit la naissance de trois fils, et lorsque naît le futur Jahangir le 30 août 1569, il l’honore en le prénommant Salim. Considérant que le site lui est favorable et désireux de s'éloigner de la cour et des religieux d'Agra, le souverain décide de construire une nouvelle capitale à Sikri. Les travaux commencent en 1571 et en attendant l'achèvement de son palais, le monarque séjourne dans la demeure, considérablement agrandie, de Salim Chishti. Celui-ci meurt l'année suivante, le 13 février 1572, âgé de 92 ans.

## Mausolée

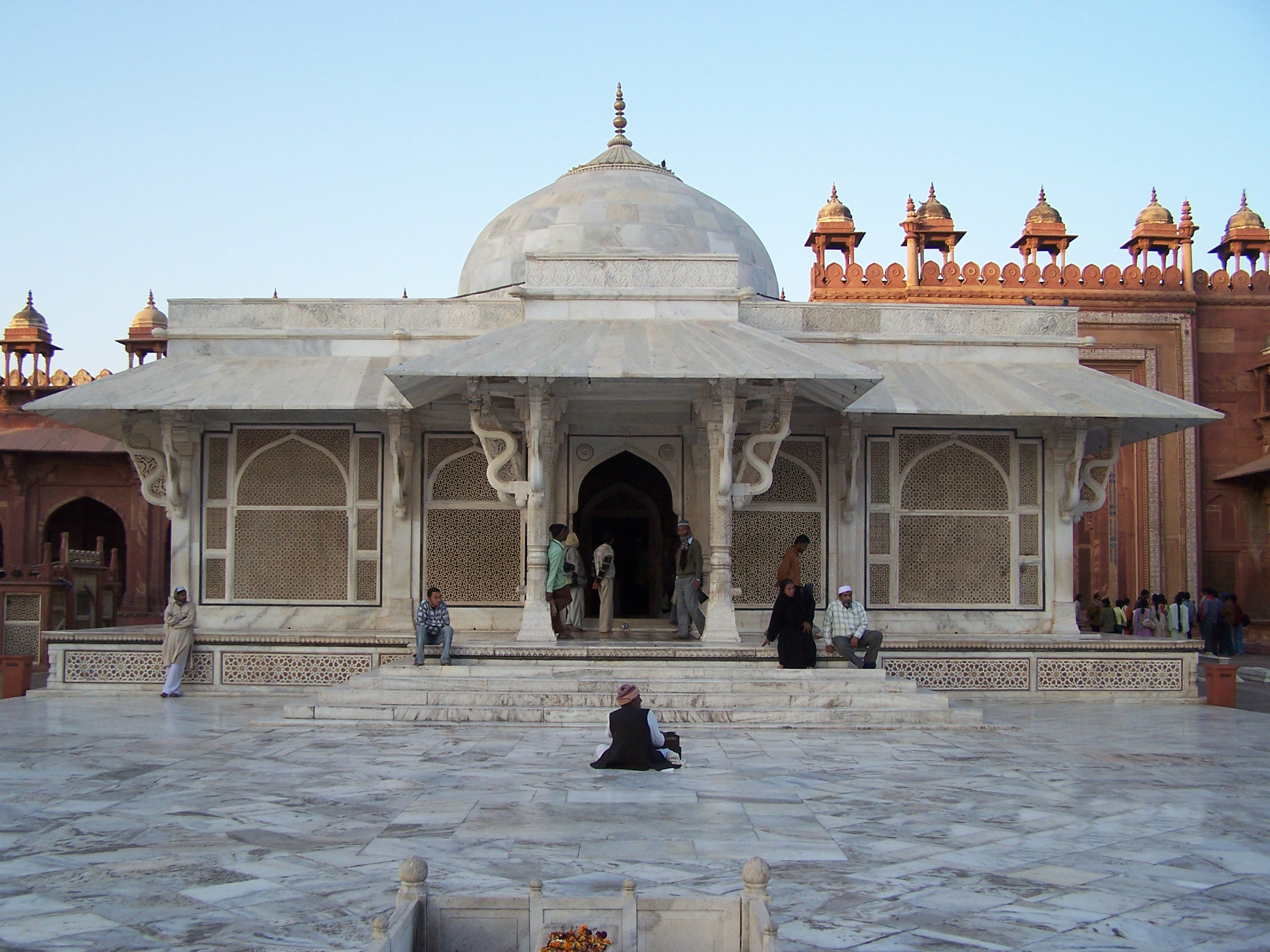
Mausolée de Shaikh Salim Chishti

Akbar ordonne la construction du tombeau de Salim Chishti dans la cour de la mosquée. Conçu par l'architecte persan Nawab Qutb ud-Din Khan, c'est un bâtiment qui contraste avec les autres édifices de l'ensemble palatial d'abord par sa taille modeste —, il mesure sept mètres de côté, et s'élève sur un seul niveau ; ensuite par son matériau, le marbre blanc, alors que les autres bâtisses sont en grès rouge ; enfin, par la finesse de son ornementation.
Orienté au sud, il est surmonté d'un dôme et s'élève sur une plateforme d'environ un mètre de haut dont les côtés sont parés d'une mosaïque géométrique de marbre noir et jaune. L'extérieur de la tombe est protégé par un auvent incliné soutenu par des supports en forme de serpents délicatement sculptés,. On pénètre par un porche en saillie dans la galerie ainsi formée qui court tout autour du bâtiment et qui s'ouvre sur l'extérieur par des jalis, écrans de marbre délicatement évidés. Reposant au centre d'une chambre de cinq mètres de côté, le tombeau de marbre blanc est surmonté d'un dais en ébène incrusté de nacre, et recouvert d'un tissu vert sur lequel les fidèles déposent leurs offrandes.
La construction est achevée en 1580-1581 mais ce n'est que sous le règne de Jahangir que les jalis sont posées et que le dôme est recouvert de marbre. Ces jalis forment un écran transparent qui à la fois offre l'intimité et permet à la brise de rafraîchir l'intérieur. En outre, ils créent de beaux jeux de lumière : celle-ci projette les formes des ouvertures sur les surfaces intérieures, ce qui entraîne la dissolution des limites entre solide et vide.

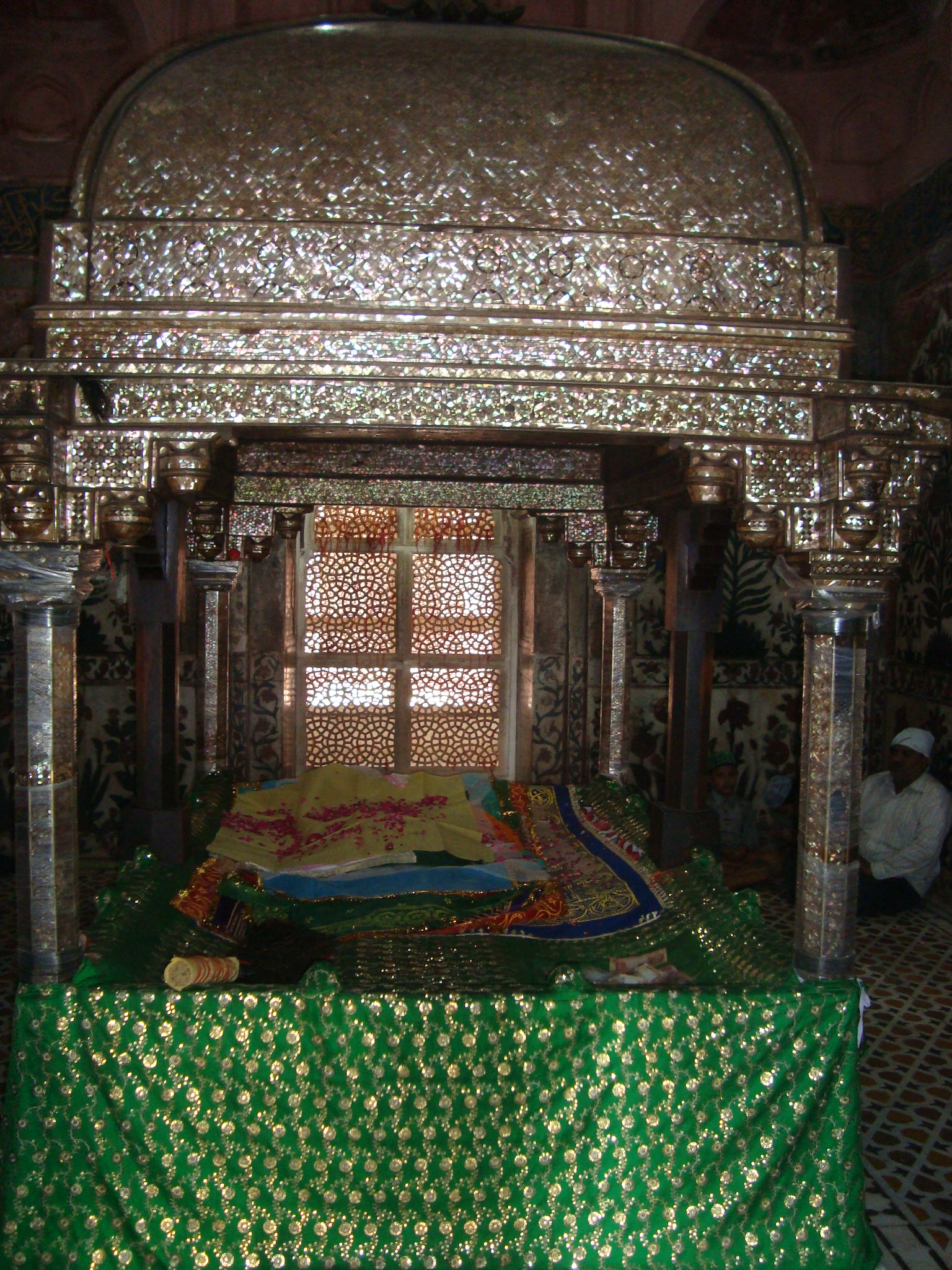
La tombe de Salim Chishti sous son dais. À l'arrière-plan, le jeu de la lumière dans les jalis.

Les dévots viennent nombreux implorer l'intercession du saint homme pour la réalisation de leurs vœux : ils attachent des rubans de couleur aux découpes des jalis, la croyance voulant que ces tissus se dénouent après que le souhait a été exaucé.

### Ouvrages
- Valérie Berinstain, L'Inde impériale des Grands Moghols, Gallimard, coll. « Découvertes Gallimard-Histoire (n° 320) », 1997, 160 p. (ISBN 978-2-07-053385-5)
- (en) Carl W. Ernst & Bruce B. Lawrence, Sufi Martys of Love : Chishti Sufism in South Asia and Beyond, New York, Palgrave Macmillan, 2002, 241 p. (ISBN 978-1-403-96027-6), p. 98 -101
- Louis Frédéric, Akbar, le grand Moghol, Paris, Denoël, 1986, 422 p. (ISBN 2-207-23242-5)
- Louis Frédéric (Ed. revue et augmentée par Dave Dewnarain), Le nouveau dictionnaire de la civilisation indienne, Paris, Robert Laffont, coll. « Bouquins », 2018 (1re éd. 1987), 1928 p. (ISBN 978-2-221-21496-1)

### Sites
- « Fatehpur Sikri », sur UNESCO Centre du patrimoine mondial, Unesco (consulté le 11 août 2014)
- « Tomb of Salim Chishti », sur Agra, the Taj City, AgraIndia.org.uk (consulté le 12 août 2014)
- « Tomb of Salim Chishti, Fatehpur Sikri », sur Indianetzone.com, Jupiter Infomedia Ltd (consulté le 12 août 2014)